# Collegio di Hertsmere
Hertsmere è un collegio elettorale situato nell'Hertfordshire, nell'Est dell'Inghilterra, e rappresentato alla Camera dei comuni del Parlamento del Regno Unito. Elegge un membro del parlamento con il sistema first-past-the-post, ossia maggioritario a turno unico; l'attuale parlamentare è Oliver Dowden del Partito Conservatore, che rappresenta il collegio dal 2015.

## Estensione

Hertsmere dal 1997 al 2024

- 1983-1997: il borgo di Hertsmere ed il ward della città di St Albans di London Colney.
- 1997-2024: il borgo di Hertsmere.
- dal 2024: i ward del borgo di Hertsmere di Aldenham East; Aldenham West; Bentley Heath and The Royds; Borehamwood Brookmeadow; Borehamwood Cowley Hill; Borehamwood Hillside; Borehamwood Kenilworth; Bushey Heath; Bushey Park; Bushey St. James; Elstree; Potters Bar Furzefield; Potters Bar Oakmere; Potters Bar Parkfield e Shenley, e il ward del borgo di Welwyn Hatfield di Northaw and Cuffley.[1]

## Membri del parlamento
| Elezione | Elezione        | Deputato        | Partito      |
| -------- | --------------- | --------------- | ------------ |
|          | 1983            | Cecil Parkinson | Conservatore |
| 1992     | James Clappison |                 | Conservatore |
| 2015     | Oliver Dowden   |                 | Conservatore |

## Elezioni

### Elezioni negli anni 2020
| Partito                    | Partito                                   | Candidato                  | Risultati 4 luglio 2024 | Risultati 4 luglio 2024 |
| Partito                    | Partito                                   | Candidato                  | Voti                    | %                       |
| -------------------------- | ----------------------------------------- | -------------------------- | ----------------------- | ----------------------- |
|                            | Conservatore                              | Oliver Dowden              | 21 451                  | 44,68                   |
|                            | Laburista                                 | Josh Tapper                | 13 459                  | 28,04                   |
|                            | Reform UK                                 | Darren Selkus              | 6 584                   | 13,71                   |
|                            | Lib Dem                                   | Emma Matanle               | 3 710                   | 7,73                    |
|                            | Verdi                                     | John Humphries             | 2 267                   | 4,72                    |
|                            | Indipendente                              | Ray Bolster                | 536                     | 1,12                    |
|                            |                                           |                            |                         |                         |
| Iscritti                   | Iscritti                                  | Iscritti                   | 73 518                  | 100,00                  |
| ↳ Votanti (% su iscritti)  | ↳ Votanti (% su iscritti)                 | ↳ Votanti (% su iscritti)  | 48 007                  | 65,30                   |
| ↳ Astenuti (% su iscritti) | ↳ Astenuti (% su iscritti)                | ↳ Astenuti (% su iscritti) | 25 511                  | 34,70                   |
|                            |                                           |                            |                         |                         |
|                            | Esito: collegio confermato a Conservatore |                            |                         |                         |

### Elezioni negli anni 2010
| Partito                    | Partito                                   | Candidato                  | Risultati 12 dicembre 2019 | Risultati 12 dicembre 2019 |
| Partito                    | Partito                                   | Candidato                  | Voti                       | %                          |
| -------------------------- | ----------------------------------------- | -------------------------- | -------------------------- | -------------------------- |
|                            | Conservatore                              | Oliver Dowden              | 32 651                     | 62,55                      |
|                            | Laburista                                 | Holly Kal-Weiss            | 11 338                     | 21,72                      |
|                            | Lib Dem                                   | Stephen Barrett            | 6 561                      | 12,57                      |
|                            | Verdi                                     | John Humphries             | 1 653                      | 3,17                       |
|                            |                                           |                            |                            |                            |
| Iscritti                   | Iscritti                                  | Iscritti                   | 73 971                     | 100,00                     |
| ↳ Votanti (% su iscritti)  | ↳ Votanti (% su iscritti)                 | ↳ Votanti (% su iscritti)  | 52 203                     | 70,57                      |
| ↳ Astenuti (% su iscritti) | ↳ Astenuti (% su iscritti)                | ↳ Astenuti (% su iscritti) | 21 768                     | 29,43                      |
|                            |                                           |                            |                            |                            |
|                            | Esito: collegio confermato a Conservatore |                            |                            |                            |

| Partito                    | Partito                                   | Candidato                  | Risultati 8 giugno 2017 | Risultati 8 giugno 2017 |
| Partito                    | Partito                                   | Candidato                  | Voti                    | %                       |
| -------------------------- | ----------------------------------------- | -------------------------- | ----------------------- | ----------------------- |
|                            | Conservatore                              | Oliver Dowden              | 31 928                  | 61,10                   |
|                            | Laburista                                 | Fiona Smith                | 14 977                  | 28,66                   |
|                            | Lib Dem                                   | Joe Jordan                 | 2 794                   | 5,35                    |
|                            | UKIP                                      | David Hoy                  | 1 564                   | 2,99                    |
|                            | Verdi                                     | Sophie Summerhayes         | 990                     | 1,89                    |
|                            |                                           |                            |                         |                         |
| Iscritti                   | Iscritti                                  | Iscritti                   | 73 580                  | 100,00                  |
| ↳ Votanti (% su iscritti)  | ↳ Votanti (% su iscritti)                 | ↳ Votanti (% su iscritti)  | 52 389                  | 71,20                   |
| ↳ Astenuti (% su iscritti) | ↳ Astenuti (% su iscritti)                | ↳ Astenuti (% su iscritti) | 21 191                  | 28,80                   |
|                            |                                           |                            |                         |                         |
|                            | Esito: collegio confermato a Conservatore |                            |                         |                         |

| Partito                    | Partito                                   | Candidato                  | Risultati 7 maggio 2015 | Risultati 7 maggio 2015 |
| Partito                    | Partito                                   | Candidato                  | Voti                    | %                       |
| -------------------------- | ----------------------------------------- | -------------------------- | ----------------------- | ----------------------- |
|                            | Conservatore                              | Oliver Dowden              | 29 696                  | 59,28                   |
|                            | Laburista                                 | Richard Butler             | 11 235                  | 22,43                   |
|                            | UKIP                                      | Frank Ward                 | 6 383                   | 12,74                   |
|                            | Lib Dem                                   | Sophie Bowler              | 2 777                   | 5,54                    |
|                            |                                           |                            |                         |                         |
| Iscritti                   | Iscritti                                  | Iscritti                   | 73 771                  | 100,00                  |
| ↳ Votanti (% su iscritti)  | ↳ Votanti (% su iscritti)                 | ↳ Votanti (% su iscritti)  | 50 091                  | 67,90                   |
| ↳ Astenuti (% su iscritti) | ↳ Astenuti (% su iscritti)                | ↳ Astenuti (% su iscritti) | 23 680                  | 32,10                   |
|                            |                                           |                            |                         |                         |
|                            | Esito: collegio confermato a Conservatore |                            |                         |                         |

| Partito                    | Partito                                   | Candidato                  | Risultati 6 maggio 2010 | Risultati 6 maggio 2010 |
| Partito                    | Partito                                   | Candidato                  | Voti                    | %                       |
| -------------------------- | ----------------------------------------- | -------------------------- | ----------------------- | ----------------------- |
|                            | Conservatore                              | James Clappison            | 26 476                  | 56,01                   |
|                            | Laburista                                 | Sam Russell                | 8 871                   | 18,77                   |
|                            | Lib Dem                                   | Anthony Rowlands           | 8 210                   | 17,37                   |
|                            | UKIP                                      | David Rutter               | 1 712                   | 3,62                    |
|                            | BNP                                       | Daniel Seabrook            | 1 397                   | 2,96                    |
|                            | Verdi                                     | Arjuna Krishna-Das         | 604                     | 1,28                    |
|                            |                                           |                            |                         |                         |
| Iscritti                   | Iscritti                                  | Iscritti                   | 73 060                  | 100,00                  |
| ↳ Votanti (% su iscritti)  | ↳ Votanti (% su iscritti)                 | ↳ Votanti (% su iscritti)  | 47 270                  | 64,70                   |
| ↳ Astenuti (% su iscritti) | ↳ Astenuti (% su iscritti)                | ↳ Astenuti (% su iscritti) | 25 790                  | 35,30                   |
|                            |                                           |                            |                         |                         |
|                            | Esito: collegio confermato a Conservatore |                            |                         |                         |

### Elezioni negli anni 2000
| Partito                    | Partito                                   | Candidato                  | Risultati 5 maggio 2005 | Risultati 5 maggio 2005 |
| Partito                    | Partito                                   | Candidato                  | Voti                    | %                       |
| -------------------------- | ----------------------------------------- | -------------------------- | ----------------------- | ----------------------- |
|                            | Conservatore                              | James Clappison            | 22 665                  | 53,24                   |
|                            | Laburista                                 | Kelly Tebb                 | 11 572                  | 27,18                   |
|                            | Lib Dem                                   | Jonathan Davies            | 7 817                   | 18,36                   |
|                            | Laburista Socialista                      | James Dry                  | 518                     | 1,22                    |
|                            |                                           |                            |                         |                         |
| Iscritti                   | Iscritti                                  | Iscritti                   | 67 574                  | 100,00                  |
| ↳ Votanti (% su iscritti)  | ↳ Votanti (% su iscritti)                 | ↳ Votanti (% su iscritti)  | 42 572                  | 63,00                   |
| ↳ Astenuti (% su iscritti) | ↳ Astenuti (% su iscritti)                | ↳ Astenuti (% su iscritti) | 25 002                  | 37,00                   |
|                            |                                           |                            |                         |                         |
|                            | Esito: collegio confermato a Conservatore |                            |                         |                         |

| Partito                    | Partito                                   | Candidato                  | Risultati 7 giugno 2001 | Risultati 7 giugno 2001 |
| Partito                    | Partito                                   | Candidato                  | Voti                    | %                       |
| -------------------------- | ----------------------------------------- | -------------------------- | ----------------------- | ----------------------- |
|                            | Conservatore                              | James Clappison            | 19 855                  | 47,84                   |
|                            | Laburista                                 | Hilary Broderick           | 14 953                  | 36,03                   |
|                            | Lib Dem                                   | Paul Thompson              | 6 300                   | 15,18                   |
|                            | Laburista Socialista                      | James Dry                  | 397                     | 0,96                    |
|                            |                                           |                            |                         |                         |
| Iscritti                   | Iscritti                                  | Iscritti                   | 68 830                  | 100,00                  |
| ↳ Votanti (% su iscritti)  | ↳ Votanti (% su iscritti)                 | ↳ Votanti (% su iscritti)  | 41 505                  | 60,30                   |
| ↳ Astenuti (% su iscritti) | ↳ Astenuti (% su iscritti)                | ↳ Astenuti (% su iscritti) | 27 325                  | 39,70                   |
|                            |                                           |                            |                         |                         |
|                            | Esito: collegio confermato a Conservatore |                            |                         |                         |

## Risultati dei referendum

### Referendum sulla permanenza del Regno Unito nell'Unione europea del 2016
|             | Collegio  | Lasciare UE % | Rimanere in UE % |
| ----------- | --------- | ------------- | ---------------- |
|             | Hertsmere | 50,8%         | 49,2%            |
| Inghilterra | 53,3%     | 46,7%         |                  |
| Regno Unito | 51,9%     | 48,1%         |                  |